# 青森県道3号弘前岳鰺ケ沢線

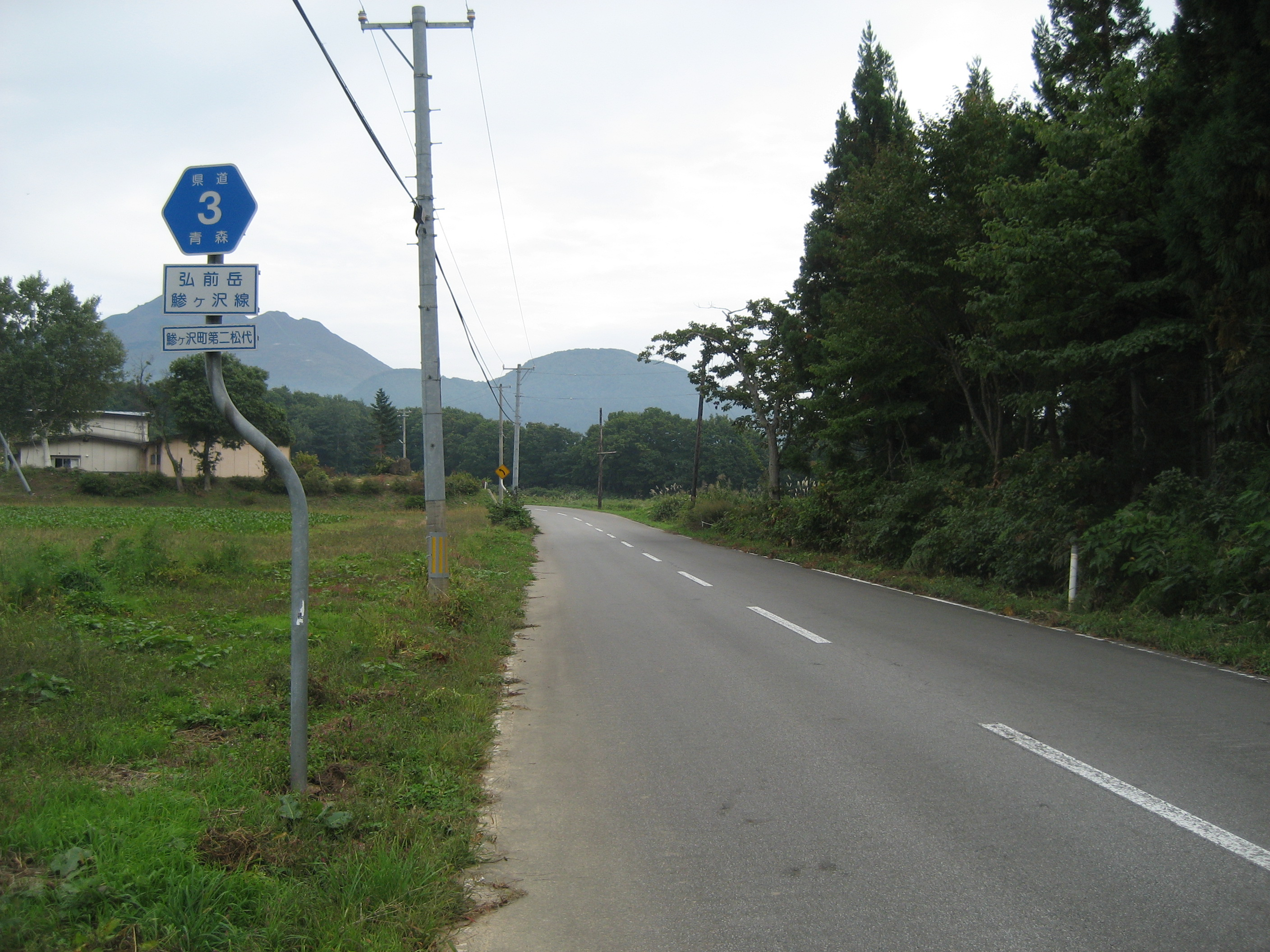
鰺ヶ沢町第二松代付近

青森県道3号弘前岳鰺ケ沢線（あおもりけんどう3ごう ひろさきだけあじがさわせん）は青森県弘前市から弘前市岳を経て西津軽郡鰺ヶ沢町に至る県道（主要地方道）である。

## 概要
弘前市の国道7号弘前バイパス高崎交差点から西へ分岐し、弘前市の中心部を通って鰺ヶ沢町まで続く路線である。
弘前市から同市百沢にかけての区間は「百沢街道」と呼ばれ、藩政時代から岩木山神社の参道となっている。弘前市百沢で青森県道30号岩木山環状線とアップルロードと交差する。
百沢地区から岩木山南麓を経てトウモロコシの名産地として知られる岳地区に至る。岳では津軽岩木スカイライン有料道路と分岐し、鰺ヶ沢町一本杉で県道30号と再び接続する。その後、中村川沿いに北進し、鰺ヶ沢町の終点で国道101号に接続する。
弘前市枯木平から鯵ヶ沢町中村の間の区間は急カーブ・急坂が続き、幅員狭窄箇所がある。
弘前市土手町から同市元寺町の区間は、西行きの一方通行である土手町通となっている。

### 路線データ
以下は青森県例規集に収録されているデータである。
- 起点 : 弘前市
- 終点 : 西津軽郡鰺ケ沢町
- 重要な経過地 : 岳

## 歴史
- 1961年（昭和36年）2月10日 - 県道に認定される[1]。
- 1984年（昭和59年）9月11日 - 賀田バイパスが開通[2]。
- 1993年（平成5年）5月11日 - 建設省により県道弘前岳鰺ケ沢線が主要地方道弘前岳鰺ヶ沢線に指定される[3]。

## 路線状況

### 重複区間
- 青森県道260号石川百田線 - 弘前市和徳交差点から土手町交差点
- 青森県道129号関ケ平五代線（弘前市大字賀田 - 弘前市大字五代）

## 地理

### 通過する自治体
- 弘前市
- 西津軽郡鰺ヶ沢町

### 交差する道路
- 国道7号弘前バイパス・青森県道268号弘前田舎館黒石線（起点）
- 青森県道260号石川百田線
- 青森県道17号弘前停車場線
- 青森県道31号弘前鯵ケ沢線
- 青森県道127号石川土手町線
- 青森県道28号岩崎西目屋弘前線
- 青森県道35号五所川原岩木線・青森県道129号関ケ平五代線（弘前市大字賀田）
- 青森県道129号関ケ平五代線（弘前市大字五代）
- 青森県道30号岩木山環状線
- 青森県道204号相馬常盤野線
- 津軽岩木スカイライン
- 青森県道190号松代町陸奥赤石停車場線
- 青森県道30号岩木山環状線
- 国道101号
- 鯵ヶ沢町道中村長平線 - 冬季は当県道から県道30号へは直接入れない為、当町道を経由しなければならない[4][5]。
- 青森県道263号鰺ケ沢停車場線
- 国道101号（終点）